# Ministère des Forces armées révolutionnaires (Cuba)
Le ministère des Forces armées révolutionnaires de Cuba (espagnol : Ministerio de las Fuerzas Armadas Revolucionarias, MINFAR), également connu sous le nom de ministère des FAR, est la plus haute autorité militaire centrale de la république de Cuba et l'organe exécutif des Forces armées révolutionnaires cubaines. Créée le 16 octobre 1959, son siège est situé sur la place de la Révolution, à La Havane. L'actuel ministre des FAR est le général de corps d'armée et chef d'État-major de longue date, Álvaro López Miera.

## Responsabilités
Le MINFAR dirige, contrôle et exécute la politique du Parti communiste de Cuba et du gouvernement concernant les activités de préparation nationale. Il est responsable du budget des forces armées, ainsi que de la conduite des transactions d'armement avec d'autres pays. Ce ministère remplit ces obligations en coordination avec d’autres agences et institutions gouvernementales. Les pouvoirs et les fonctions du MINFAR sont réglementés par la législation de l'Assemblée nationale du pouvoir populaire, conformément à la loi sur la défense nationale, conformément à la doctrine militaire cubaine, qui est préparée et exécutée sous la direction du Parti communiste de Cuba, en tant que force dirigeante suprême de la société et de l'État. La politique de défense et de sécurité nationale cubaine fonde sa conception stratégique sur la « guerre de tout le peuple » (espagnol : Guerra de Todo el Pueblo).

## Histoire
La création du ministère a commencé après le triomphe de la révolution cubaine en janvier 1959, lors de la création des organes gouvernementaux et de la transformation de l'armée rebelle et des unités de milice constituées sur une base territoriale en forces armées régulières. La principale caractéristique de la structure politique cubaine durant cette période était son extrême dispersion, car il n’y avait pas de séparation claire entre les trois institutions de base de l’État : l’armée, le parti et l’administration publique. Fidel Castro a assumé un gouvernement personnaliste dans tous les domaines, soutenu par son charisme et concentrant les pouvoirs grâce au manque d'institutionnalisation. Fidel lui-même deviendra Premier ministre, premier secrétaire du parti et commandant en chef des forces armées.
Le 23 janvier 1959, la loi n° 100 a été promulguée, qui prévoyait le transfert des organes et de leurs attributions au ministère de la Défense dans le cadre du processus de réorganisation que la loi n° 13 du 13 janvier 1959 avait indiqué. Par cette loi, les Forces armées sont constituées de l'Armée rebelle, de l'Armée de l'air, de la Marine et de la Police nationale révolutionnaire (PNR). La Force Aérienne Rebelle fut alors créée (Loi n° 147 du 10 mars 1959), suivie de près par la création des forces tactiques de combat le 20 avril 1959, sous le commandement du commandant Félix Duque Güelmes. Le 16 octobre 1959, la loi n° 600 a été approuvée, donnant lieu à la création du MINFAR, en remplacement de l'ancien ministère de la Défense nationale, aboli par la loi nº 599, du 16 octobre; et Raúl Castro a été nommé au poste de ministre de la Défense. Les services de l'ancien ministère qui n'ont pas été transférés au MINFAR ont été rattachés à l'INRA, créé en mai 1959.
La loi n° 600 constituera le cadre réglementaire qui régira le MINFAR, qui sera chargé de diriger et d’exécuter la politique de l’État. Le commandement des FAR est exercé par l'intermédiaire du MINFAR, son corps principal sera l'État-major général (EMG) et il comportera dix départements depuis le 9 novembre 1959. Le 6 juin 1961, le ministère de l'Intérieur devient le ministère de l'Intérieur (MININT) et certaines unités du MINFAR dépendent du nouveau ministère, comme le Département du renseignement, le PNR et la Police maritime. En janvier 1962, le MINFAR fut organisé sous la formule de direction EMG+17 suivant le modèle soviétique. En février 1962, la direction de la Défense populaire (DP) est créée, qui en avril 1962 est rebaptisée État-major central de la Défense populaire. Le 16 avril 1962, le caractère socialiste de la révolution est proclamé.
Depuis 1960, l’aide à Cuba a commencé à provenir de l’URSS et d’autres États socialistes ; notamment du matériel militaire. En 1962, un centre de formation soviétique a été ouvert à Cuba, où la formation du personnel militaire cubain a commencé selon le modèle du pacte de Varsovie. En 1965, il y eut une réorganisation des brigades militaires d'appui à la production (UMAP) et des divisions permanentes d'infanterie (DIP), qui fusionneraient avec les brigades du travail pour créer l'Armée du travail de la jeunesse (espagnol : Ejercito Juvenil del Trabajo, EJT). L'EJT est séparé de l'armée régulière et centralise les forces paramilitaires afin d'éviter la prolifération de groupes militaires parallèles aux structures administratives du MINFAR.

## Structure de direction
| Nº. | Fonction              | Titulaire             |
| --- | --------------------- | --------------------- |
| 1   | Premier secrétaire    | Miguel Diaz-Canel     |
| 2   | Commandant en chef    | Miguel Diaz-Canel     |
| 3   | Ministre des Armées   | Álvaro López Miera    |
| 4   | Chef d'état-major     | Álvaro López Miera    |
| 5   | Premier vice-ministre | Ramon Espinosa Martin |
| 6   | Vice-ministre         | Joaquín Quintas Solá  |

## Ministres
| Non. | Portrait | Ministre                         | Mandat                               | Durée            | Poste                    | Réf.  |
| ---- | -------- | -------------------------------- | ------------------------------------ | ---------------- | ------------------------ | ----- |
| 1    |          | Raúl Castro (1931–)              | 16 février 1959 – 24 février 2008    | 49 ans, 8 jours  | Général d'armée          | [ 5 ] |
| 2    |          | Julio Casas Regueiro (1936–2011) | 24 février 2008 – 3 septembre 2011 † | 3 ans, 191 jours | Général de corps d'armée | [ 6 ] |
| 3    |          | Leopoldo Cintra Frías (1941–)    | 9 novembre 2011 – 15 avril 2021      | 9 ans, 157 jours | Général de corps d'armée | [ 7 ] |
| 4    |          | Álvaro López Miera (1943–)       | 15 avril 2021 – au poste             | 3 ans, 178 jours | général de corps d'armée | [ 8 ] |